# Mesophthalma idotea
Espèce
Mesophthalma idotea est une espèce d'insectes lépidoptères (papillons) appartenant à la famille des Riodinidae et au genre Mesophthalma.

## Taxonomie
Mesophthalma idotea a été décrit par Westwood en 1851.

### Nom vernaculaire
Mesophthalma idotea se nomme Idotea Eyemark en anglais

## Description
Mesophthalma idotea est de couleur bleu-gris clair à beige rayé de noir (lignes noires parallèles à la marge) et avec aux antérieures un gros ocelle central noir doublement pupillé de blanc ou bleu clair.

## Écologie et distribution
Mesophthalma idotea est présent en Guyane, en Guyana, au Surinam et au Brésil.

### Biotope
Il réside dans la forêt tropicale.